# Ypupiara
Ypupiara byl rod ptákům podobného unenlagidního teropodního dinosaura, který žil před asi miliony let (pozdní křída) na území současné Brazílie (souvrství Marília, geologická skupina Bauru Group, sedimentární pánev Paraná).

## Historie
Typový exemplář s katalogovým označením DGM 921-R (dnes již zničený) byl objeven Albertem Lopou někdy mezi lety 1940 a 1960, paleontolog Llewellyn Ivor Price tehdy označil fosilii za blíže neurčitelného obratlovce. Formálně byl popsán kolektivem paleontologů v roce 2021 na základě snímků typového exempláře, zničeného při velkém požáru Brazilského národního muzea v Rio de Janeiro dne 2. září 2018.

## Popis
Jednalo se o menšího, patrně opeřeného teropoda o délce asi 2 až 3 metry. Živil se patrně malými obratlovci, jako jsou drobní savci, ještěrky a ryby.